# Svetište sv. Andrije u Teixidu
Svetište sv. Andrije u Teixidu (galicijski: Santuario de Santo André de Teixido, španjolski: San Andrés de Teixido) je kapelica apostola Andrije u zaseoku Teixido na brežuljku s pogledom na obalu Atlantskog oceana u Galiciji u Španjolskoj. 
To je važno mjesto hodočašća i simbolično mjesto galicijske kulture. Njegov najznačajniji umjetnički značaj leži u njegovu oltaru.
Svetište je smješteno u zaseoku Teixido na zapadnim padinama rta Ortegal, 12 kilometara sjeveroistočno od općinskog mjesta Ceidero. U kapeli u granitu, nalazi se relikvijarno poprsje sv. Andrije. Lokalna legenda kaže da je jedan hodočasnik našao utočište u Teixidu, nakon što je pretrpio brodolom nedaleko od ovoga mjesta na Putu Svetog Jakova u Santiago de Compostelu.
Smatra se da je hodočasništvo na ovom mjestu počelo već u željezno doba, iako je prvi zapis o tome iz 1391. godine. Također o njemu piše španjolski benediktinac Martín Sarmiento u svojoj knjizi „Putovanje u Galiciju” (1754. – 1755.), nakon što ga je posjetio. 
Glavno hodočašće održava se 8. rujna, iako tijekom godine ima i drugih hodočašća poput onoga 30. studenog, koje je više liturgijsko.